# Brodzikowo
Brodzikowo [brɔd͡ʑiˈkɔvɔ] (deutsch Marienhof) ist ein kleines Dorf in der polnischen Woiwodschaft Ermland-Masuren und gehört zur Gmina Mrągowo (Landgemeinde Sensburg) im Powiat Mrągowski (Kreis Sensburg).

## Geographische Lage
Brodzikowo liegt inmitten der Woiwodschaft Ermland-Masuren, neun Kilometer nördlich der Kreisstadt Mrągowo (deutsch Sensburg).

## Geschichte
Als kleines Gut am damaligen Marien-Teich war Marienhof vor 1945 ein Wohnplatz in der Gemeinde Weißenburg (polnisch Wyszembork). Es hatte im Jahr 1867 27 Einwohner, 1885 35 und 1905 25 Einwohner. Es gehörte zum Kreis Sensburg im Regierungsbezirk Gumbinnen (ab 1905 Regierungsbezirk Allenstein) in der preußischen Provinz Ostpreußen.
In Kriegsfolge kam Marienhof 1945 mit dem gesamten südlichen Ostpreußen zu Polen und erhielt die polnische Namensform Brodzikowo. Der Weiler (polnisch Osada) ist heute eine Ortschaft innerhalb der Gmina Mrągowo (Landgemeinde Sensburg) im Powiat Mrągowski, bis 1998 der Woiwodschaft Olsztyn (Allenstein), seither der Woiwodschaft Ermland-Masuren zugehörig.

## Kirche
Bis 1945 war Marienhof in die evangelische Kirche Seehesten (polnisch Szestno) in der Kirchenprovinz Ostpreußen der Evangelischen Kirche der Altpreußischen Union sowie in die katholische St.-Adalbert-Kirche Sensburg (polnisch Mrągowo) im damaligen Bistum Ermland eingepfarrt.
Heute gehört Brodzikowo zur evangelischen Pfarrkirche Mrągowo in der Diözese Masuren der Evangelisch-Augsburgischen Kirche in Polen bzw. zur katholischen Pfarrkirche Szestno im heutigen Erzbistum Ermland in der polnischen katholischen Kirche.

## Verkehr
Brodzikowo ist über eine Nebenstraße zu erreichen, die bei Zalec (Salza) von der polnischen Landesstraße 59 (ehemalige deutsche Reichsstraße 140) abzweigt und über Wyszembork (Weißenburg) direkt in den Ort führt. Eine Bahnanbindung besteht nicht mehr, seit 1966 die Bahnstrecke Sensburg–Rastenburg (polnisch Mrągowo–Kętrzyn) mit der nächstliegenden Bahnstation Weißenburg aufgegeben wurde.